# Bélyácz Iván

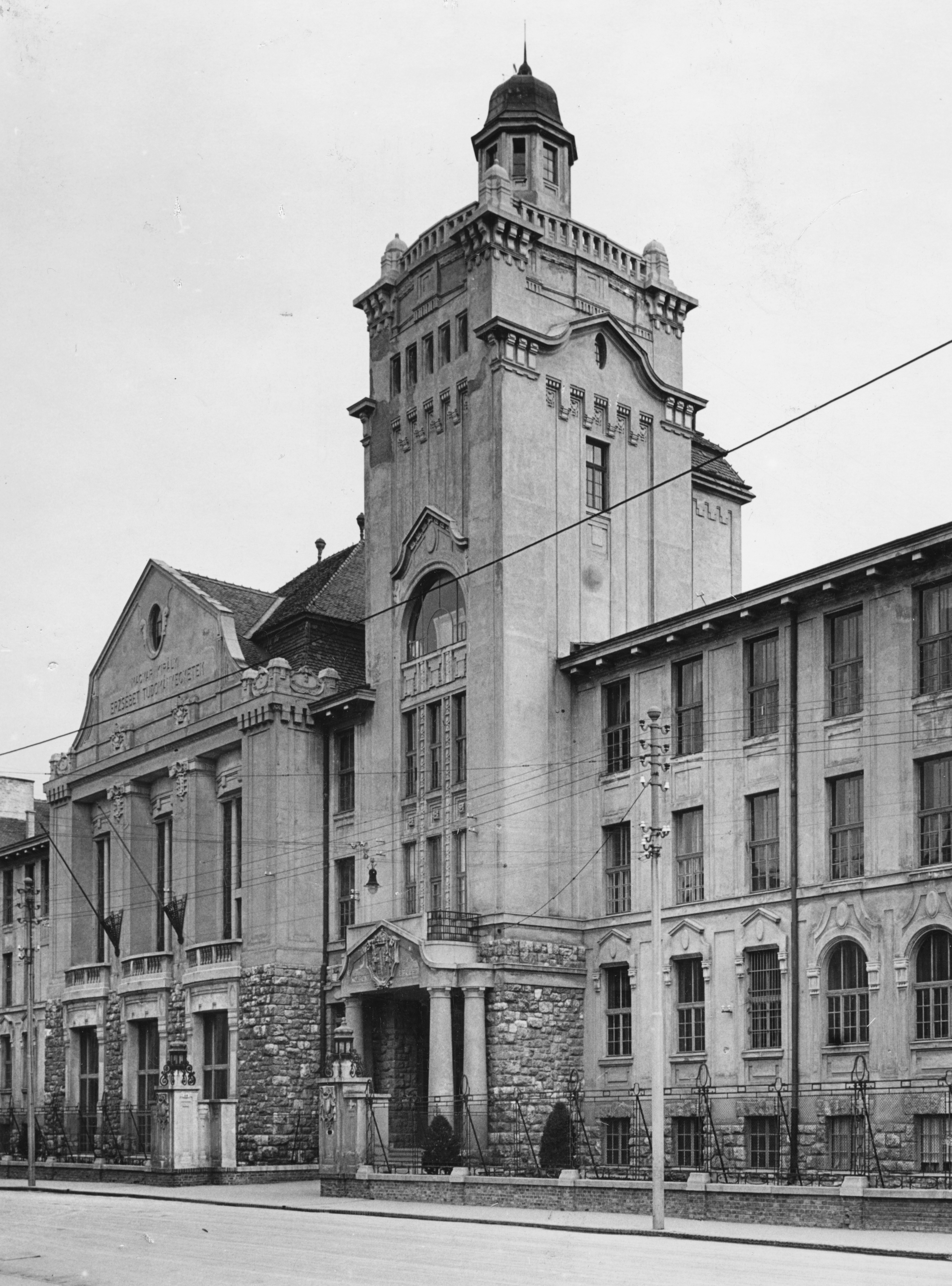
1971-től a Pécsi Tudományegyetemen tanít.

Bélyácz Iván (Battonya, 1949. február 1. –) Széchenyi-díjas magyar közgazdász, egyetemi tanár, a Magyar Tudományos Akadémia rendes tagja. A tőkefinanszírozás és az amortizáció kérdéskörének neves kutatója.

## Életpályája
1967-ben érettségizett, majd felvették a Marx Károly Közgazdaságtudományi Egyetemre, ahol 1971-ben szerzett közgazdász diplomát. 1972-ben szerzett egyetemi doktori címet. Diplomájának megszerzése után Pécsett, a Janus Pannonius Tudományegyetem Közgazdaságtudományi Karán kezdett el tanítani, az oktatói ranglétrát végigjárva 1991-ben kapta meg egyetemi tanári kinevezést a Vállalati Gazdaságtan és Számviteli Tanszékre, ahol később tanszékvezetői megbízást is kapott. 1997 és 2001 között Széchenyi professzori ösztöndíjas volt. Pécsi állása mellett a kolozsvári Babeş–Bolyai Tudományegyetemen is tanít magyar nemzetiségű közgazdászhallgatókat. 1993-ban Apáczai Csere János-díjban részesült.
1981-ben védte meg a közgazdaság-tudományok kandidátusi, 1990-ben akadémiai doktori értekezését. A Magyar Tudományos Akadémia Közgazdaság-tudományi, valamint az Ipar- és Vállalat-gazdaságtani Bizottság és a Pécsi Akadémiai Bizottság tagja. 2004-ben megválasztották a Magyar Tudományos Akadémia levelező, 2010-ben pedig rendes tagjává. 2006-ban a PTE KTK Gazdálkodástudományi Intézet igazgatója lett. 2011-ben a Gazdaság- és Jogtudományok Osztálya elnöke lett. A Doktori Tanács közgazdaság-tudományi szakbizottságának tagjai köze is bekerült. 1984-1992 között a Pécsi Tudományegyetem általános rektorhelyettese.

## Munkássága
Kutatási területe a befektetések tőkefinanszírozási és hatékonysági problémái, az amortizáció elmélete és gyakorlata, valamint a beruházások hatékonysága.
Kezdetben az állóeszköz-állomány és az amortizáció kérdéseivel foglalkozott, később a tőkefinanszírozás és a privatizáció vállalati aspektusairól írt, amellyel megalapozta ennek magyarországi hátterét. Jelentős eredményeket ért el a beruházások döntési és finanszírozási problémáinak újszerű vizsgálatában. A pénzügyi gazdaságtan hazai kutatását nagyban segítették jelentősnek tekintett művei. Tanulmánya jelent meg a vállalati tőkestruktúráról, a külföldi működőtőke és a külső eladósodás kapcsolatáról, valamint a vállalati teljesítmény mérésének etikai aspektusairól. Több mint hetven tudományos publikáció szerzője vagy társszerzője. Publikációt magyar és angol nyelven adja ki.

## Díjai, elismerései
- Apáczai Csere János-díj 1993[2]
- A Magyar Köztársasági Érdemrend tisztikeresztje (2010)[2]
- A Babeș–Bolyai Tudományegyetem tiszteletbeli professzora
- Széchenyi-díj (2022)[3]

- Jubileumi Emlékérem. Tüke-díj. (2024)[4]

## Főbb publikációi
- Az ECONBIZ Find Economic Literature 72, főleg angolnyelven megjelent tanulmányának elérhetőségét közölte.[5]
- Komjáti Zoltán–Kamarás Károly–Belyácz Iván: Vállalati gazdaságtan 3.; Tankönyvkiadó, Bp., 1973
- Beruházás és műszaki fejlesztés; Tankönyvkiadó, Bp., 1974
- Az amortizáció szerepe az iparvállalati gazdálkodásban; Prodinform, Bp., 1982 (Időszerű gazdaságirányítási kérdések)
- Az állóeszközállomány korszerűsítési folyamata (1983)
- Iparvállalati beruházáspolitika és struktúrakorszerűsítés; Prodinform, Bp., 1983 (Időszerű gazdaságirányítási kérdések)
- Investment Policy and Structural Transformation in Hungary (1984)
- Állóeszközök, beruházások, gazdaságosság; Tankönyvkiadó, Bp., 1985
- Bélyácz Iván–Veress József: Vállalati gazdaságtan. Példatár 2.; Tankönyvkiadó, Bp., 1986
- Tőkefogyasztás, amortizáció, pótlás; MTA Közgazdaságtudományi Intézet, Pécs, 1987
- Amortizáció és felhalmozás (1987)
- Neményi István–Havas Gábor–Bélyácz Iván: Beruházási politika; Tankönyvkiadó, Bp., 1987
- Bélyácz Iván–Chernenszki László–Papanek Gábor: A hatékonyságvizsgálat módszerei az iparfejlesztési döntéseknél. Szakirodalmi áttekintés; KSH, Bp., 1988 (Statisztikai módszerek, témadokumentáció)
- Misconceptions in Restructuring the Ownership System in Hungarian Economy (1990)
- Vállalati tőkefinanszírozás (1991)
- Amortizáció és pótlás (1991)
- Tulajdonreform (1992)
- Privatizáció (1993)
- Amortizációelmélet (1993)
- Tulajdon és gazdaság (1994)
- Tőkeberuházási és finanszírozási döntések (1995)
- Érték és tulajdon (1996)
- Tőkefinanszírozási számítások; JPTE Egyetemi, Pécs, 1997
- Az ezredforduló utáni magyar gazdaság. Tanulmányok a gazdasági rendszerváltás időszakából, 1-2.; szerk. Bélyácz Iván, Berend Iván; Janus Pannonius Egyetemi, Pécs, 1997-1998
- Tulajdon és hatékonyság. Tanulmányok a gazdasági rendszerváltás időszakából; Janus Pannonius Egyetemi, Pécs, 1998
- Bélyácz Iván–Katits Etelka: Tőkefinanszírozási példatár; JPTE Egyetemi, Pécs, 1999
- A beruházási fordulat. Tanulmányok a gazdasági rendszerváltás időszakából; Janus Pannonius Egyetemi, Pécs, 1999
- Befektetéselmélet (2001)
- Bélyácz Iván–Katits Etelka: Példatár "A vállalatok pénzügyi menedzselése" témából; PTE, Pécs, 2005
- The Determinants of Capital Structure of Hungarian Firms in Transition (Balla Andreával, 2007)
- A vállalati pénzügyek alapjai. Nettó jelenérték, kockázat-megtérülés, portfólió; Aula, Bp., 2007 (Bologna – tankönyvsorozat)
- A vállalati teljesítmény mérésének etikai aspektusai (2007)
- A vállalati pénzügyek alapjai (2008)
- A befektetési döntések megalapozása (2009)
- Stratégiai beruházások és reálopciók; Aula, Bp., 2011 (Bologna – tankönyvsorozat)
- Van-e még szerepe a benső értéknek a befektetések piaci árazásában?; MTA, Bp., 2013 (Székfoglalók a Magyar Tudományos Akadémián)
- A kockázat változó szerepe az értékszámításban; MTA, Bp., 2013 (Székfoglalók a Magyar Tudományos Akadémián)
- A befektetések és a tőkepiac; Akadémiai, Bp., 2013 (Pont könyvek)
- A vállalati növekedés tapasztalatai az 1993-2012 közötti időszakban; szerk. Bélyácz Iván; Akadémiai, Bp., 2015